# Гаричев, Анатолий Евлампиевич
Анато́лий Евла́мпиевич Га́ричев (6 сентября 1938, Горький — 2014, Санкт-Петербург) — советский и российский актёр и художник, играл в Ленинградском Большом драматическом театре под управлением знаменитого режиссёра Георгия Товстоногова.

## Биография
Анатолий Гаричев родился в Горьком; в 1959 году был принят в труппу БДТ им. Горького, где служил до 1993 года, играл Тимофея Рваного в «Поднятой целине» по М. Шолохову, Шишкина в «Мещанах» и Пустобайку в «Дачниках» М. Горького, Комкова в «Протоколе одного заседания» А. Гельмана.
Другие театральные работы:
- «Король Генрих IV» (У. Шекспир) — Грибок
- «Ханума» (А. Цагарели) — кинто
- «Мольер» (по М. Булгакову) — брат Сила
- «Пузырьки» (А. Г. Хмелик)
- «Последний срок» (В. Г. Распутин).
- «Провинциальные анекдоты» (А. В. Вампилов).

В годы своей работы в БДТ Анатолий Гаричев делил гримёрную с Сергеем Юрским и Олегом Басилашвили, где по его предложению известные люди оставляли автографы на сводчатом потолке. Много позже Олег Басилашвили снимал в этой гримёрной свою программу «С потолка».

## Фильмография
- 1959 — Фома Гордеев — эпизод
- 1970 — Счастье Анны
- 1974 — Агония
- 1976 — Переходим к любви
- 1977 — Запасной аэродром
- 1978 — Ошибки юности — лейтенант Бурчалкин
- 1985 — Противостояние — немецкий лейтенант, допрашивавший Кротова и Ко́зела
- 1993 — Конь белый — Зуев
- 1993 — Вива, Кастро

## Художественное творчество
Талантливейший художник-самоучка, создавший целую галерею портретов и шаржей театральных деятелей и иных знаменитых людей. Анатолий Гаричев рисовал карандашом, тушью, фломастером, углём, писал маслом и акварелью: «Толя рисовал и писал красками яркие портреты, точные шаржи и абстрактные композиции».

### Выставка
1974. Рисунки артиста Академического Большого драматического театра им. М.Горького. Место проведения выставки: Дворец работников искусств им. К. С. Станиславского. Организатор выставки: Ленинградское отделение ВТО.

### Коллекция рисунков
Несколько рисунков А. Е. Гаричева хранятся в Театральном музее, некоторое количество рисунков хранится в архиве БДТ.